# 斯托爾茨島
斯托爾茨島（英語：Stoltz Island）是南極洲的島嶼，位於亞歷山大一世島西北岸，處於沃斯托克角以南13公里，在1966年由美國拍攝空中照片，現時由南極條約體系管理。